# Poszavinai búbos tyúk

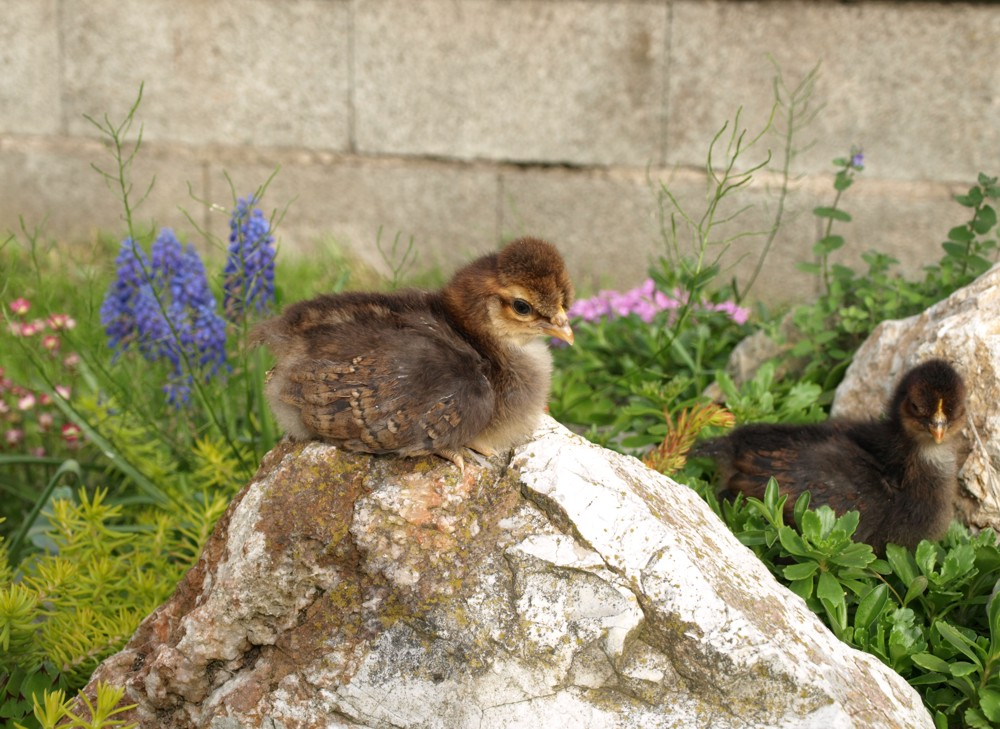
Fogolyszínű poszavinai búbos csibe

A Poszavinai búbos tyúk (Posavska kukumasta kokoš) egy horvátországi őshonos háziasított tyúkfajta. Ilyenek magyar viszonylatban a magyar tyúk vagy az erdélyi kopasznyakú tyúk.

## Fajtatörténet
Az 1990-es évek elején figyeltek fel a horvátországi Dugo Selo és környékén a háztáji búbos fajtára, mely az egész Poszavina (Száva folyó mente) környékére jellemző tyúkfajta. Így talán Száva menti búbos tyúknak is lehetne fordítani, nevezni.
Jelenleg Josip Bertinovec vezeti a tenyésztést. Első fázisban a fajtajellemző küllemének, jó növekedési rátájának megtartása, stabilizálása a cél akár cifra tollazat árán is. Tehát a genotipikus bélyegek rögzítése. Majd második fázisban a fenotipikus tulajdonságok jönnek, mint a szín. Jelenleg fehér, kendermagos színben kiváló minőségű poszavinai búbos tyúkok vannak már, de egyéb színek tökéletesítésén is aktívan dolgoznak. Szerencsére még időben sikerült fellelni e régi fajtát és megőrizni. Az ún. „zsivicsárka” (živičarka) fajta még régi rajzokon megcsodálható, ő viszont valószínűleg már kipusztult.
A kezdeti elképzelés az volt, hogy a helyi háztáji szávamenti, sárgalábú, ellenálló szervezetű paraszttyúkot megőrizzék, melyek kiinduló példányai Dugo Selo környékén voltak fellelhetőek. Azóta kidolgozták az egységes fajtaleírást.
Kezdetben még tarka színűek voltak, de a standardban 7 színt fogadtak el, melyek „rögzítésén” még ma is dolgoznak: fehér, fekete, sárga, sötét arany sárga, vörös, kendermagos, fogolyszínű.
A Horvát Kisállattenyésztők Szövetsége 2004-ben fogadta el a fajtalírás standardját.
Ezután európai kiállításokon is bemutatták a fajtát Prágában, Lipcsében és legújabban a szlovákiai Nyitrában.
Miután egyedülálló megjelenésében és különlegességeiben is eltér az egyéb fajtáktól, 2009-ben az Európai Kisállattenyésztők Szövetsége is elismerte a poszavinai búbos tyúkot, mint önálló fajtát, 7 színben.
2007-ben Josip Bertinovec új színváltozatok kitenyésztésén is elkezdett dolgozni, mint például fekete babos. Ezeket a színváltozatokat 2009-ben több kiállításon bemutatta és a Horvát Kisállattenyésztők Szövetsége ugyancsak elfogadta. Így Horvátországban jelenleg 8 színben elismert. Ez egyéb színváltozatok nincsenek elfogadva és a kiállításokon nem értékelhetőek.
Elsősorban Ausztriában és Németországban kezdték el nagyobb lendülettel tenyészteni a fajtát, főleg a legstabilabb kendermagos változatban.
Jelenleg folynak a viták a törpe változat kitenyésztéséről, ami még meglehetősen sok munkát igényel.

## Fajtabélyegek, színváltozatok

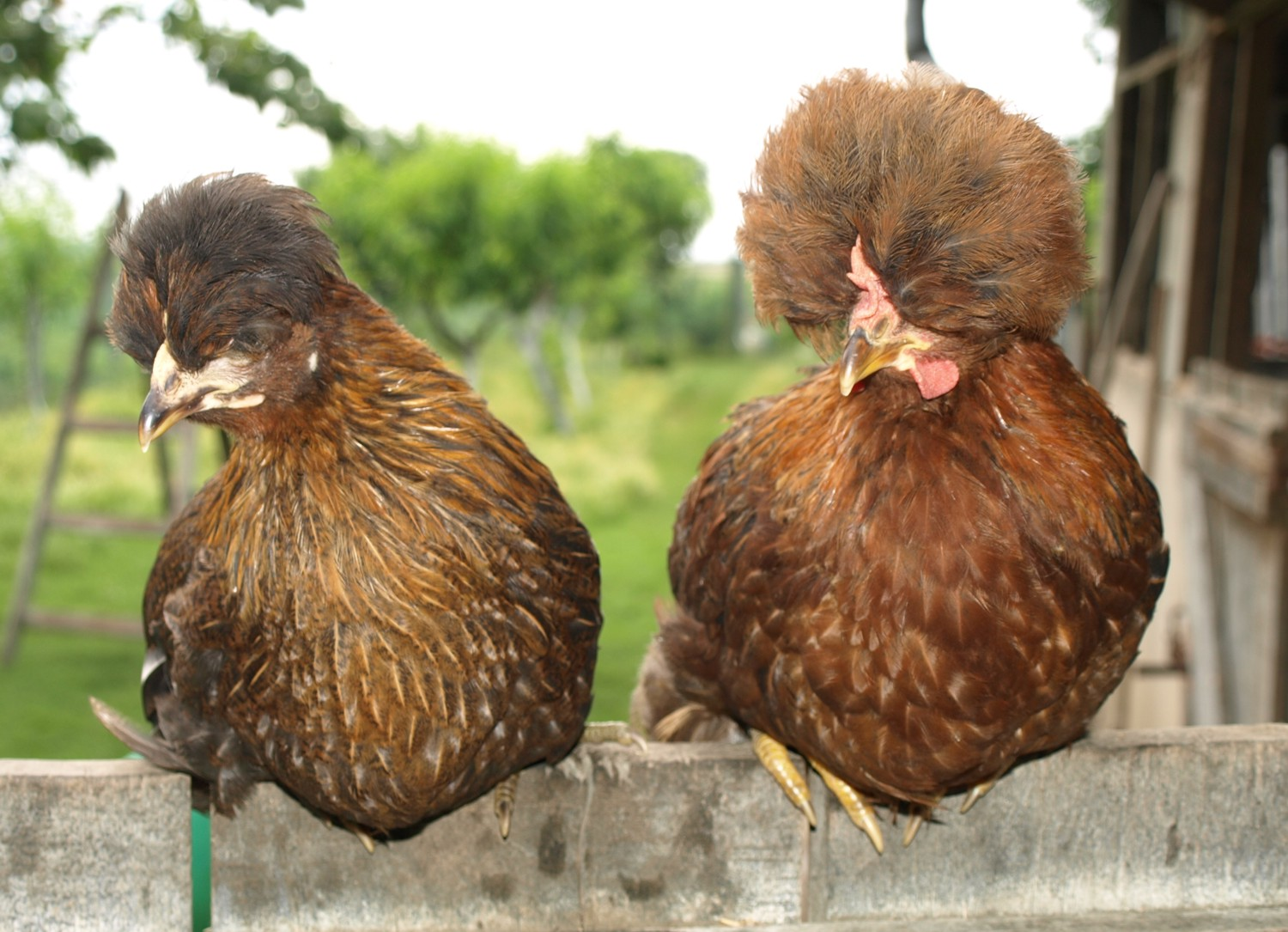
8 hetes fogolyszínű poszavinai búbos növendékek

Szép, arányos formájú teste van, különlegesen szép bóbitával a fején, mely még szebbé teszi ezt a régi fajtát. Szelíd, jó tojáshozamú és nagyon jó minőségű a húsa. Feje közepes méretű, szépen formált nagy kerek bóbitával a feje közepén (a kakasoknál kicsit lejjebb). Csőre erős, közepes nagyságú, kicsit kampós, sárgás-szürke színű a világosabbaknál, a sötétebbeknél sötétebb. Taraj szépen recézett, kicsit oldalra hajlik, piros színű. Arca pirosas, a szem körül. Füllebenye közepes nagyságú, a világosnál sárgás-rózsaszínű, a sötétebbnél szürkés. Nyaka közepes hosszúságú, erős, sok tollal. A mell tájék kipúposodó, erős és széles, szépen formált. Háta széles, rövid, a farok felé kicsit lejt. Farok kakasoknál szépen formált, egyenlő tollakkal. Szárnyak közepes nagyságúak, erősek, jól simulnak a testhez. Combok erősek, jól kifejlődtek. Lábak közepes magasságúak és erősségűek. Sárga, a sötétebbnél sötétebb színű a csüd, nincs lábtollazat.
Ujjak erősek, lábszínű, a körmök színe olyan, mint a csőré.
Színváltozatok: Vörös, sárga, kendermagos, fogoly színű. További színváltozatok kitenyésztésén még dolgoznak.

## Tulajdonságok
- Tömege: A tyúk 3,5 kg-ig, a kakas 4,5 kg-ig. Gyors növekedést mutatnak. Természetéről viszonylag kevés írásos információ áll rendelkezésre. Tojáshozamát még növelni szeretnék a tenyésztők. Tojásai elég nagyok, kicsit hosszúkásak.

| Általános tulajdonságok: | Általános tulajdonságok:              |
| ------------------------ | ------------------------------------- |
| Tömege                   | kakas 3,4 - 4,5 kg, tojó 2,2 - 3,5 kg |
| Gyűrűmérete              | kakas 22, tojó 20                     |
| Tenyésztojás tömege      | 60 g                                  |
| Tojáshéj színe           | világosbarnás                         |
| Éves tojáshozama         | 160 db                                |